# Storsveden, Ovanåkers kommun
Storsveden är bebyggelse i Alfta socken i Ovanåkers kommun, Gävleborgs län. Denna avgränsades till en småort före 2015 för att då utgöra en del av tätorten Alfta.